# ATP Mumbai Open 2006
Il ATP Mumbai Open 2006, per motivi di sponsorizzazione noto anche come Kingfisher Airlines Tennis Open 2006, è stato un torneo di tennis giocato sul cemento. 
È stata la 10ª edizione del ATP Mumbai Open, che fa parte della categoria International Series nell'ambito dell'ATP Tour 2006. Si è giocato al Cricket Club of India di Mumbai in India, dal 25 settembre al 2 ottobre 2006.

## Campioni

### Singolare
Dmitrij Tursunov ha battuto in finale  Tomáš Berdych con il punteggio di 6–3, 3–6, 7–6 (7-5)

### Doppio
Mario Ančić /  Mahesh Bhupathi hanno battuto in finale  Rohan Bopanna /  Mustafa Ghouse con il punteggio di 6–4, 6–7 (6-8), 10-8 (Match Tie-Break)